# Сломка (Малопольське воєводство)
Сломка (пол. Słomka) — село в Польщі, у гміні Бохня Бохенського повіту Малопольського воєводства.
Населення — 136 осіб (2011).
У 1975-1998 роках село належало до Тарновського воєводства.

## Демографія
Демографічна структура станом на 31 березня 2011 року:
|          | Загалом | Допрацездатний вік | Працездатний вік | Постпрацездатний вік |
| -------- | ------- | ------------------ | ---------------- | -------------------- |
| Чоловіки | 67      | 9                  | 46               | 12                   |
| Жінки    | 69      | 12                 | 41               | 16                   |
| Разом    | 136     | 21                 | 87               | 28                   |